# Haven't Met You Yet
Haven't Met You Yet è un brano musicale interpretato da Michael Bublé, pubblicato come primo singolo estratto dal decimo album del cantante, Crazy Love, il 31 agosto 2009.

## Il brano
Un'anteprima di Haven't Met You Yet è stata inizialmente resa disponibile sul sito ufficiale di Michael Bublé, a cui è seguita un'ulteriore anteprima sul sito Amazon.com. Il 28 agosto alla fine il brano è stato reso disponibile in versione intera in streaming sulla pagina del fanclub del cantante. Il 31 agosto il brano è stato finalmente reso disponibile sulle piattaforme specializzate.

## Il video
Reso disponibile a partire dal 1º ottobre 2009, il video musicale prodotto per Haven't Met You Yet è stato girato nel supermercato Killarney Market di Vancouver. Nel video Michael Bublé, al supermercato per fare la spesa, individua una ragazza bionda (interpretata dalla modella Luisana Lopilato, sua attuale moglie), che inizia a corteggiare in una sequenza di scene surreali, riuscendo alla fine a conquistarla. Intorno a loro tutti i dipendenti e gli avventori del negozio, danzano come se si trovassero in un musical.

## Tracce
Promo - CD-Single Reprise - (Warner)
1. Haven't Met You Yet - 4:05

CD-Maxi Reprise 054391986290 (Warner) / EAN 0054391986290
1. Haven't Met You Yet
2. Crazy Little Thing Called Love (Live)

## Classifiche

### Classifiche internazionali
| Classifica (2009)                            | Classifica più alta |
| -------------------------------------------- | ------------------- |
| Australia                                    | 12                  |
| Austria                                      | 54                  |
| Canada                                       | 5                   |
| Italia                                       | 7                   |
| Paesi Bassi                                  | 39                  |
| U.S. Billboard Hot 100                       | 31                  |
| U.S. Billboard Hot Digital Songs             | 33                  |
| U.S. Billboard Hot Adult Contemporary Tracks | 8                   |

### Andamento nella classifica FIMI
| ITA singoli | ITA singoli | ITA singoli | ITA singoli | ITA singoli | ITA singoli | ITA singoli | ITA singoli | ITA singoli | ITA singoli | ITA singoli |
| Settimana   | 01          | 02          | 03          | 04          | 05          | 06          | 07          | 08          | 09          | 10          |
| ----------- | ----------- | ----------- | ----------- | ----------- | ----------- | ----------- | ----------- | ----------- | ----------- | ----------- |
| Posizione   | 18          | 7           | 9           | 10          | 14          | 16          | 19          | -           | -           | 16          |